# Gertraud von Schnellenbühel

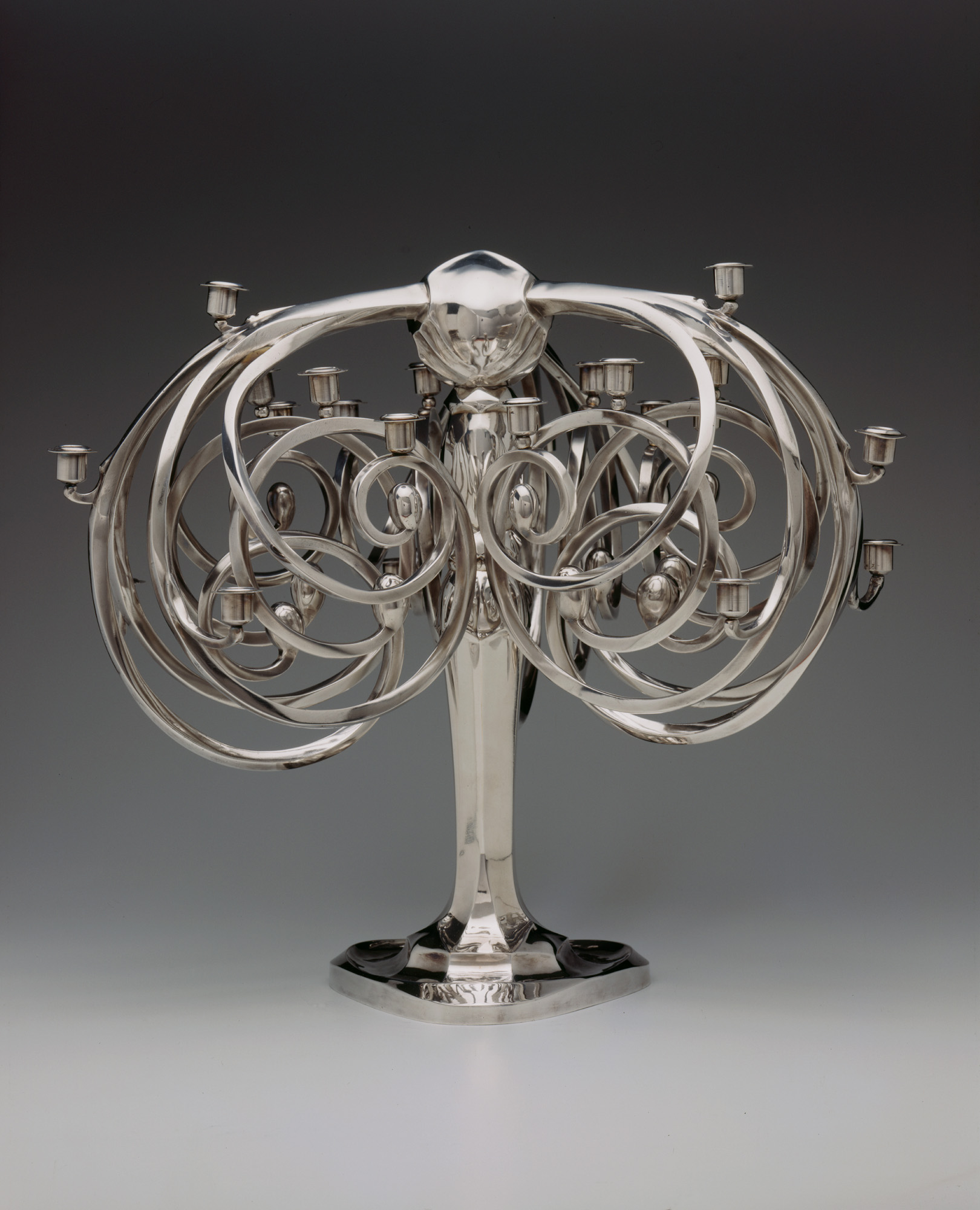
Kerzenleuchter, Gertraud von Schnellenbühel (1913)

Gertraud (Schnell) von Schnellenbühel (* 19. Mai 1878 in Jena; † 1959 ebenda) war eine deutsche Bildhauerin und Silberschmiedin. Sie war Teil der Jugendstilbewegung in München. Der Entwurf für einen Kerzenleuchter gilt als ihr herausragendstes Werk.

## Leben

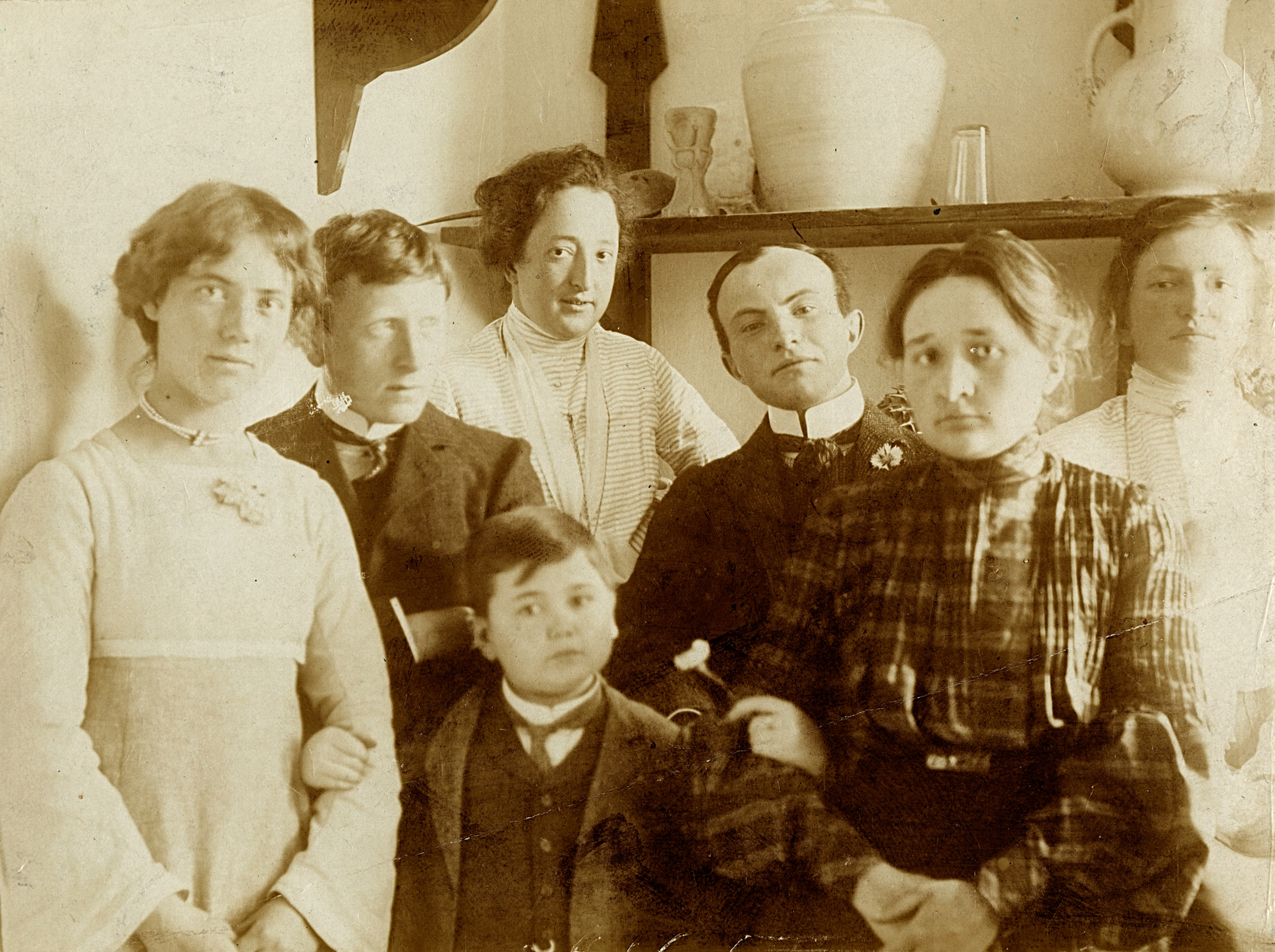
Gertraud von Schnellenbühel (zweite von rechts) in der Debschitzschule 1903

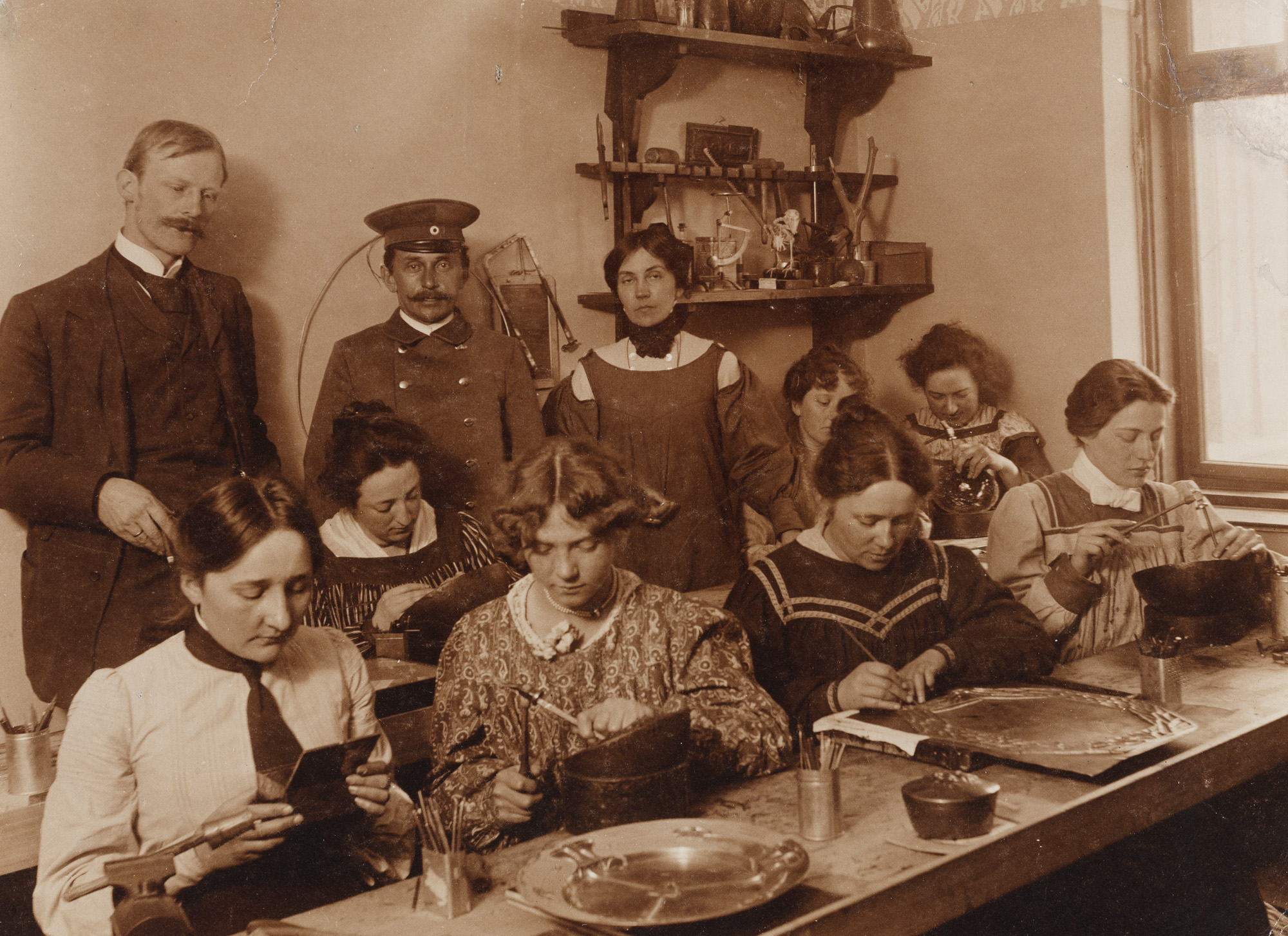
In der Metallwerkstatt der Debschitzschule, um 1903. Links stehend: Wilhelm von Debschitz, links sitzend: Gertraud von Schnellenbühel

1878 kam Gertraud von Schnellenbühel als Tochter von Emilie Schnell von Schnellenbühel, geborene Markscheffel, und ihres Ehemanns Karl, einem Major, zur Welt. Die Familie lebte ab den 1890er Jahren in Weimar. Nach dem Tod des Vaters zog die Mutter 1899 in das Haus in der Lisztstraße 25, in dem Schnellenbühel ab 1915 im ersten Obergeschoss eine Werkstatt betrieb. Die Mutter starb 1925.
Schnellenbühels Schwester Jenny wurde Illustratorin. Gertraud von Schnellenbühel studierte an der Großherzoglich Sächsischen Hochschule für bildende Kunst, Weimar Malerei bei Carl Frithjof Smith. Nach ihrem Umzug nach München im Jahr 1900 wechselte sie an die Damenakademie des Münchner Künstlerinnenvereins zu Angelo Jank. 1902 besuchte sie die neu gegründete Lehr- und Versuch-Ateliers für angewandte und freie Kunst, München. Dort wurde sie in der Metallwerkstätte von Else Sapatka-Hartmann ausgebildet und präsentierte schon im Dezember 1903 eigene Arbeiten in der ersten öffentlichen Ausstellung der Schule. In einer Besprechung der Ausstellung im Großherzoglichen Museum in Weimar im Dezember 1904 heißt es über die Künstlerin: „Sie stellt so schöne Goldschmiede-Sachen aus, daß es einem fast unglaublich vorkommt, daß ein Mädchen sie nicht nur entworfen, sondern auch eigenhändig ausgeführt hat“; und: „Die Preise sind nicht hoch.“
Nach ihrer Ausbildung pendelte Gertraud von Schnellenbühel zwischen den Wohnorten Weimar und München, hielt dabei aber stets engen Kontakt zu den Künstlern und Künstlerinnen der Debschitz-Schule. 1911 arbeitete sie in der Werkstätte des Gold- und Hofsilberarbeiters des Prinzen Alfons von Bayern Adalbert Kinzinger. Nach 1915 gab Schnellenbühel sowohl ihre Werkstatt als auch ihre Wohnung in München auf.
Schnellenbühel trat 1917 dem Deutschen Werkbund bei.

## Werk

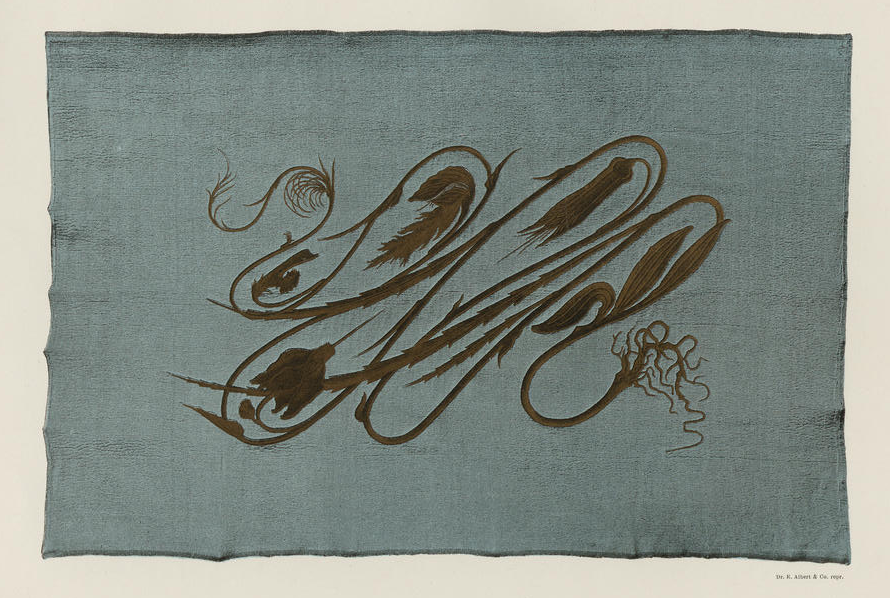
Hermann Obrist und Berthe Ruchet: Der Peitschenhieb (1895)
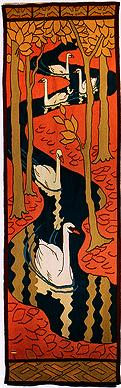
Otto Eckmann: Schwanenteppich (1896/1897)
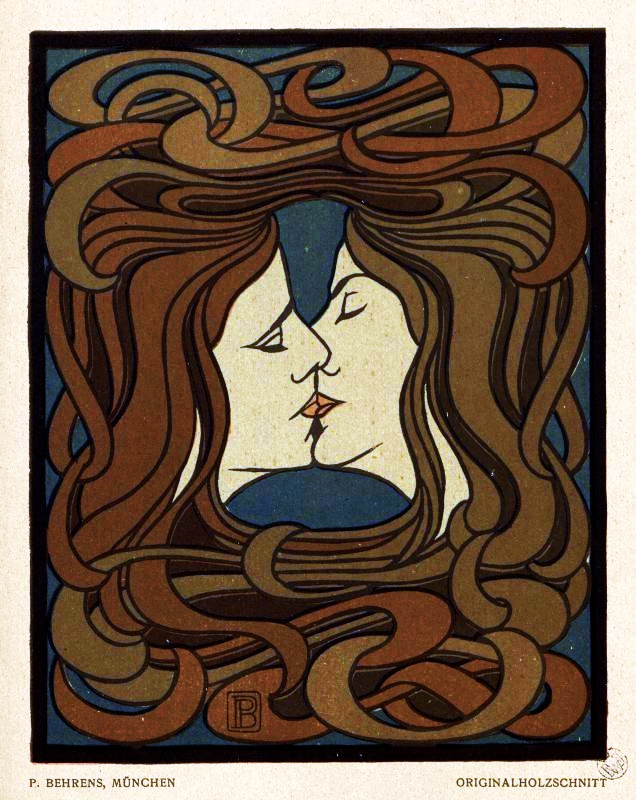
Peter Behrens: Der Kuss (1898)
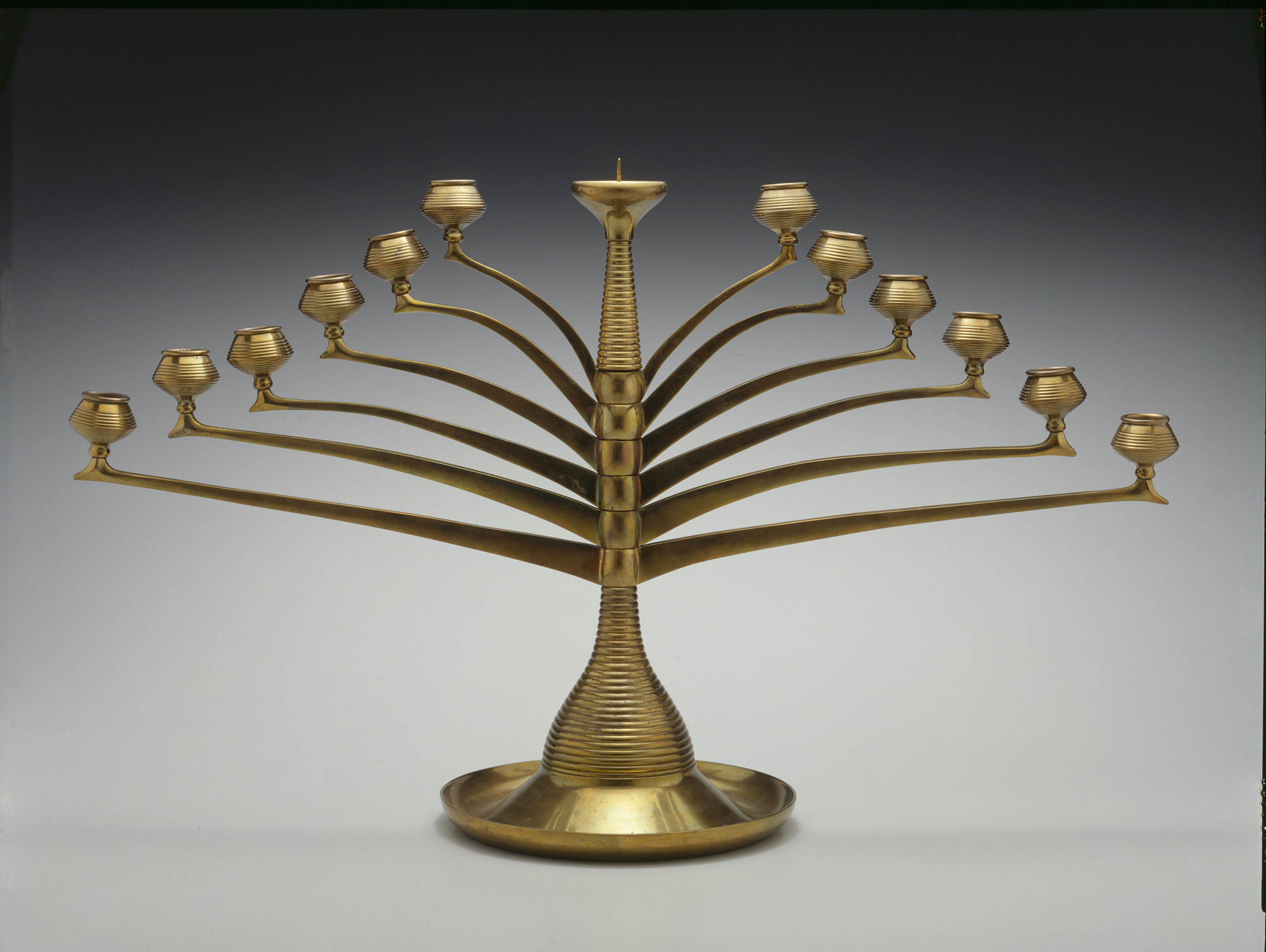
Bruno Paul: Kerzenleuchter (1901)

Ihre bekannteste Arbeit, einen vierundzwanzigflammigen Kerzenleuchter aus versilbertem Messing, entwarf die Künstlerin im Jahr 1913. Kunsthistorisch wird er auf eine Stufe gestellt mit dem Wandbehang Der Peitschenhieb (Hermann Obrist und Berthe Ruchet, 1895), dem Schwanenteppich (Otto Eckmann, 1896/1897), dem Farbholzschnitt Der Kuss (Peter Behrens, 1898), dem dreizehnflammigen Kerzenleuchter in Pfauenradform (Bruno Paul, 1901) und den Illustrationen zu Nietzsches Also sprach Zarathustra (Henry van de Velde, 1908). Der Leuchter gehört stilistisch mit seinen schwingenden, dynamischen Formen eher zum frühen Münchner Jugendstil. Erstmals wurde er im Haus der Gesellschaft Museum im Palais Porcia, München durch den Kleinen Ausstellungsverband für Raumkunst, deren Mitglieder zum Umfeld der Debschitz-Schule gehörten, ausgestellt. Die Gruppe verfolgte das Ziel, „die freudige Reformbewegung der Neunziger Jahre mit Hilfe der inzwischen gewonnenen besseren technischen Schulung fortzuführen. Man erstrebt das persönlich gestaltete Einzelstück für sehr differenzierende Kulturbedürfnisse.“ (Wolfgang von Wersin) Der Leuchter wurde in der Ausstellung des Deutschen Werkbundes 1914 in Köln gezeigt und im Jahrbuch 1915 ganzseitig abgebildet.
Die Münchner Zeitschrift Die Kunst, das Leipziger Kunstgewerbeblatt, die Fachzeitschrift Deutsche Goldschmiede-Zeitung und Die Goldschmiedekunst veröffentlichten regelmäßig Werke von Gertraud von Schnellenbühel. Über eine Tätigkeit als Silberschmiedin nach 1945 fehlen jedoch bisher jegliche Hinweise.
Der überwiegende Teil ihrer Arbeiten gilt als verschollen. Eine ihr zugeschriebene Stickarbeit (um 1902) befindet sich im Badischen Landesmuseum Karlsruhe. Einige Schmuckstücke und der große Leuchter aus versilbertem Messing werden heute in Ausstellungen zum Jugendstil regelmäßig gezeigt. Die 1952er Schau Um 1900 – Art nouveau und Jugendstil im Kunstgewerbemuseum Zürich machte nach dem Zweiten Weltkrieg den Anfang. 1959 wurde er auch im Museum of Modern Art, New York ausgestellt. 1988 schaffte es der Leuchter auf das Titelblatt des Ausstellungskataloges Art Nouveau in Munich: Masters of Jugendstil, die 1988 im Philadelphia Museum of Art, 1988/89 im Los Angeles County Museum of Art und 1989 im Saint Louis Art Museum gezeigt wurde. Der Leuchter ist Teil der Dauerausstellung und der online-Ausstellung des Münchner Stadtmuseums.

## Ausstellungen
- 1903: Präsentation von Kupfer-, Silber- und Schmuckarbeiten in der ersten öffentlichen Ausstellung der Lehr- und Versuch-Ateliers für angewandte und freie Kunst, München.
- 1904: Ausstellung von Gold- und Silberschmiedearbeiten im Großherzoglichen Museum für Kunst und Gewerbe, Weimar.
- 1906: Teilnahme an der Bayerischen Jubiläums-Landes-Ausstellung in Nürnberg, Lobende Erwähnung ihres Kaffeeservices in Silber mit Ebenholz und Perlmutteinlagen.
- 1907: Präsentation von Metallarbeiten, einer Plastik und einer Holzarbeit in der Ausstellung für angewandte Kunst der Ateliers und Werkstätten für angewandte Kunst W. v. Debschitz und H. Locher.
- 1910: Atelierausstellung für Kunst und Gewerbe durch Schwabinger Künstler (Gertraud von Schnellenbühel, Georg von Mendelssohn, Walter Haggenmacher, Lotte Pritzel, Rolf von Hoerschelmann und Karl Thylmann).
- 1913: Sonderausstellung der Debschitz-Schule im Königlichen Kunstgewerbemuseum Berlin
- 1913: Erstmalige Präsentation ihres großen Leuchters in der Ausstellung des Kleinen Ausstellungsverbandes für Raumkunst, München
- 1914: Präsentation des großen Leuchters als kunstgewerbliches Einzelstück in der Deutschen Werkbundausstellung in Köln
- 1914: Obst- und Konfektschalen, Löffel und Bestecke auf der Weltausstellung für Buchgewerbe und Graphik Bugra, Leipzig[6]
- 1915: Ausstellung in Mannheim
- 1917: Ausstellung von silbernem Besteck, getriebenem Silbergerät, einem Handspiegel in Silber, Schmuck und Riechfläschchen in der Frühjahrs-Ausstellung Deutscher Werkbund im Gewerbemuseum Basel
- nach 1934: Ausstellung von Bernsteinketten, silbergeschmiedeten Löffeln, handgeschlagenem Silber und Silberschmuck in Leipzig, im Haus der deutschen Kunst in München und in Stuttgart

## Werkstücke (Auswahl)
- 1904: Schmuck[7]
- 1904: Vase[8]
- 1904: Sektbecher[9]
- 1905: Collier[10]
- 1906: Kaffeeservice[11][12]
- 1906 Kinderkettchen mit Türkisen[13]
- 1906 Silberschmuck mit Opalen[14]
- 1906: Collier mit Mondsteinen[15]
- 1906: Halskette[16]
- 1907: Anhänger[17]
- 1913: Großer Kerzenleuchter aus versilberter Bronze[18]
- 1914: Silbergerät[19]

## Weiterführende Literatur
- Kathrin Bloom Hiesinger: Die Meister des Münchner Jugendstils. Prestel, München 1988, ISBN 3-7913-0887-4, S. 156–157.
- Graham Dry: Gertraud von Schnellenbühel in: Antonia Voit (Hrsg.): Ab nach München! Künstlerinnen um 1900. Süddeutsche Zeitung GmbH, München 2014, ISBN 978-3-86497-193-8, S. 227–231 und 398–399.